# Ballodillium pilosum
Ballodillium pilosum là một loài chân đều trong họ Armadillidiidae. Loài này được Vandel miêu tả khoa học năm 1961.